# Hackfortsche Molen
De Hackfortsche Molen (ook wel Op 't Hoge genoemd) is een korenmolen in Vorden in de Nederlandse provincie Gelderland.
De molen was vanaf de bouw in 1851 tot en met 1960 eigendom van de baronnen Van Westerholt van Hackfort van het nabijgelegen Kasteel Hackfort. Hij was al voor de jaren 1930 buitengebruik gesteld en daarna sterk verwaarloosd. Na herbouw in 1943 was hij weer maalvaardig. In 1960 werd de molen aangekocht door de gemeente Vorden. In 1967, 1974 en vooral in 1985 volgden restauraties. Sinds 1999 is de 'Stichting de Vordense Molens' eigenaar.
De gelaste stalen roeden, geplaatst tijdens de restauratie van 1985, zijn elk 23 meter lang en voorzien van het Van Bussel stroomlijnneus-systeem, op de binnenroede in combinatie met het in Vorden ontwikkelde Ten Have-systeem, bediend met kettingwiel en tandheugel en op de buitenroede met zeilen. De inrichting bestaat uit twee koppels maalstenen. Vrijwillige molenaars laten de molen op gezette tijden draaien. Af en toe wordt er voor demonstraties ook mee gemalen.